# Shiggaon
Shiggaon là một thị xã panchayat của quận Haveri thuộc bang Karnataka, Ấn Độ.

## Địa lý
Shiggaon có vị trí 15°00′B 75°14′Đ / 15°B 75,23°Đ Nó có độ cao trung bình là 601 mét (1971 feet).

## Nhân khẩu
Theo điều tra dân số năm 2001 của Ấn Độ, Shiggaon có dân số 24.318 người. Phái nam chiếm 51% tổng số dân và phái nữ chiếm 49%. Shiggaon có tỷ lệ 59% biết đọc biết viết, thấp hơn tỷ lệ trung bình toàn quốc là 59,5%: tỷ lệ cho phái nam là 65%, và tỷ lệ cho phái nữ là 53%. Tại Shiggaon, 14% dân số nhỏ hơn 6 tuổi.